# 積善洞
積善洞（チョクソンどう、チョクソンドン）は、ソウル特別市鐘路区にある法定洞である。行政洞の社稷洞の管轄。北には通義洞、東には世宗路、南には都染洞、西には内資洞と接している。

## 歴史
朝鮮初期に漢城府北部仁達坊と積善坊に属し、1894年（高宗31年）甲午改革当時、行政区域の改編の時には、宗橋、長興庫洞、魚橋、司醞洞、月宮洞などが積善洞に属した。
1914年、行政区域統廃合により魚橋、月宮洞、十字橋、司醞洞、長興庫洞、宗橋などの各一部統合して積善洞になり、同年9月、出張所制度新設で京城府西部出張所積善洞になり、1915年6月、京城府通義洞になった。1936年4月、洞名が日本式地名に変更されて積善町になって、1943年4月、区制実施で鐘路区積善町になった。1946年、大日本帝国の残滓清算の一環として町が洞に変わるとき、積善洞になった。
1973年、都心としての公共機能確保と不良住居建物改善のため、再開発地区に指定され、再開発が数回施行された。

## 名所
月城尉宮ゴル（別称、月宮洞）、プンオダリッコル（別称、魚橋）、長興庫ッコル（別称、長興洞）、司醞署ッコル（別称、司醞洞）などの村があった。月城尉宮ゴルという名称は英祖の第二駙馬である月城尉金漢藎が住んだことから、プンオダリッコルはプンオダリが、長興庫ッコルは長興庫が、司醞署ッコルは司醞署があったことから名称が由来する。月宮洞は現代小説家廉想渉の出生地であり、77番地付近に北御橋があった。